# Нуркенова, Разия Тулеуовна
Разия Тулеуовна Нуркенова (4 мая 1968, Караганда — 18 августа 2020, Казахстан) — советская и российская футболистка, тренер. Мастер спорта России.
Окончила КарПИ (Карагандинский педагогический институт).
Играла в футбол за команду ЦСК ВВС (Самара) в 1990-е годы. В 2001 году завершила карьеру игрока, с 2003 перешла на тренерскую работу в спортивную школу ЦСК ВВС. Участница 1/4 финала Лига чемпионов УЕФА: 2002/03. В матче «Арсенал» — ЦСК ВВС (04.11.2010) играющий тренер Разия Нуркенова провела свой последний официальный матч в возрасте 42,5 года.
С 2009 по 2020 год — главный тренер профессиональной команды ЦСК ВВС по женскому футболу. С 2007 — ассистент старшего тренера женской юниорской сборной России. Судья первой категории по футболу.

## Достижения
- Чемпионка России (3): 1993, 1994, 1996
- Вице-чемпионка России (4): 1992, 1995, 1997, 1998
- Бронзовый призёр Чемпионатов России (2): 1999, 2000
- Обладательница Кубка России (1): 1994
- Финалист Кубка России: 1995, 1996, 2002
- Обладатель Кубка Чемпионов Содружества: 1996

## Клубная статистика
| Клуб             | Сезон            | Чемпионат | Чемпионат | Кубок | Кубок | Еврокубки | Еврокубки | Прочие | Прочие | Всего | Всего |
| Клуб             | Сезон            | Матчи     | Голы      | Матчи | Голы  | Матчи     | Голы      | Матчи  | Голы   | Матчи | Голы  |
| ---------------- | ---------------- | --------- | --------- | ----- | ----- | --------- | --------- | ------ | ------ | ----- | ----- |
| ЦСК ВВС (Самара) | 1992             | ?         | 2         | -     | -     | -         | -         | -      | -      | ?     | 2     |
| ЦСК ВВС (Самара) | 1993             | ?         | 6         | -     | -     | -         | -         | -      | -      | ?     | 6     |
| ЦСК ВВС (Самара) | 1994             | 8         | 1         | -     | -     | -         | -         | -      | -      | 8     | 1     |
| ЦСК ВВС (Самара) | 1995             | 18        | 3         | ?     | 1     | -         | -         | -      | -      | 18    | 4     |
| ЦСК ВВС (Самара) | 1996             | ?         | -         | ?     | 1     | -         | -         | 1      | -      | ?     | 1     |
| ЦСК ВВС (Самара) | 2009             | 5         | 1         | -     | -     | -         | -         | -      | -      | 5     | 1     |
| ЦСК ВВС (Самара) | 2010             | 1         | 1         | -     | -     | -         | -         | -      | -      | 1     | 1     |
| ЦСК ВВС (Самара) | Всего            | ?         | 13        | ?     | 2     | -         | -         | -      | -      | ?     | 15    |
| Всего за карьеру | Всего за карьеру | ?         | 13        | ?     | 2     | -         | -         | -      | -      | ?     | 15    |